# Pfälzerwald

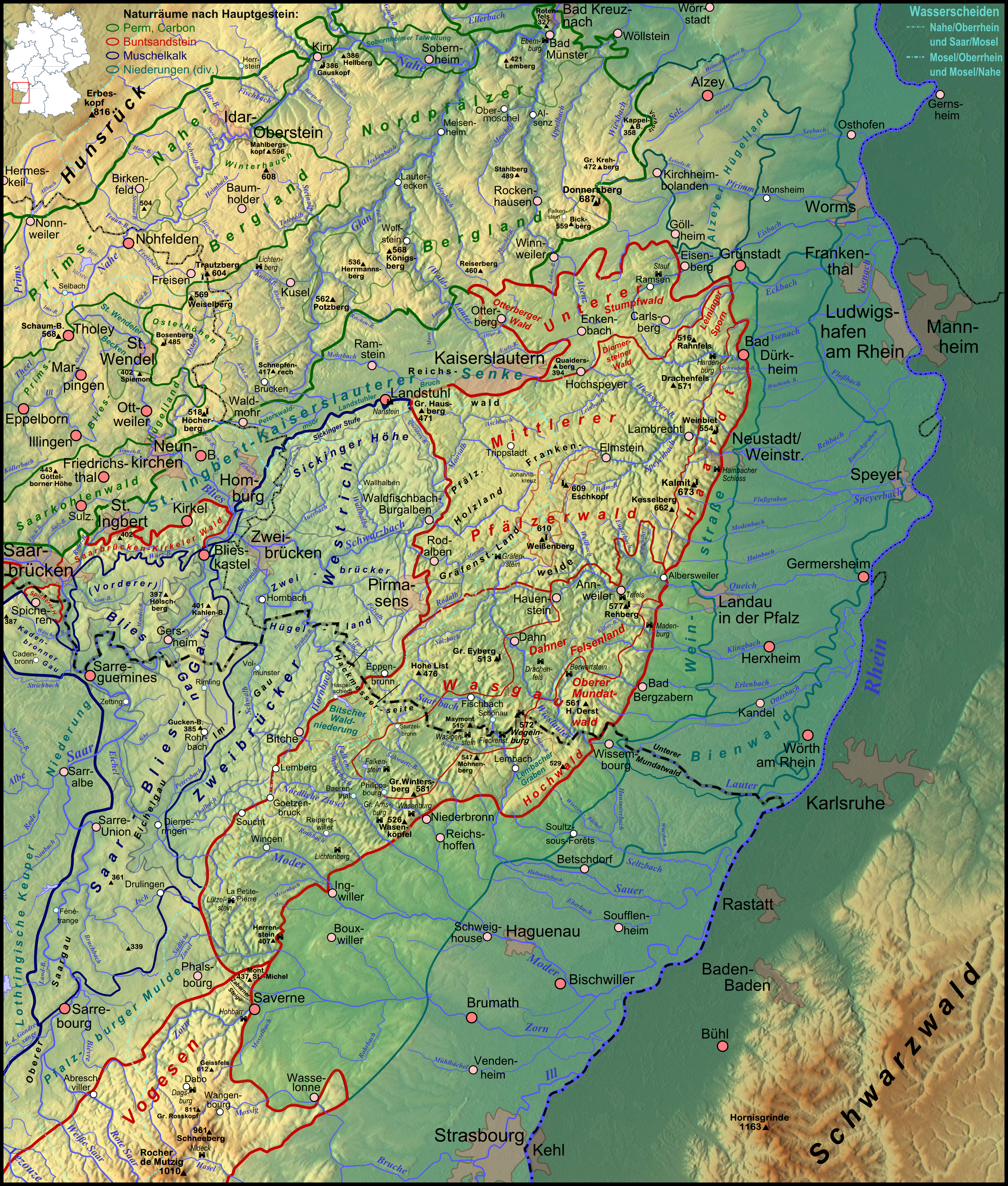
Karta på tyska som visar Pfälzerwalds läge

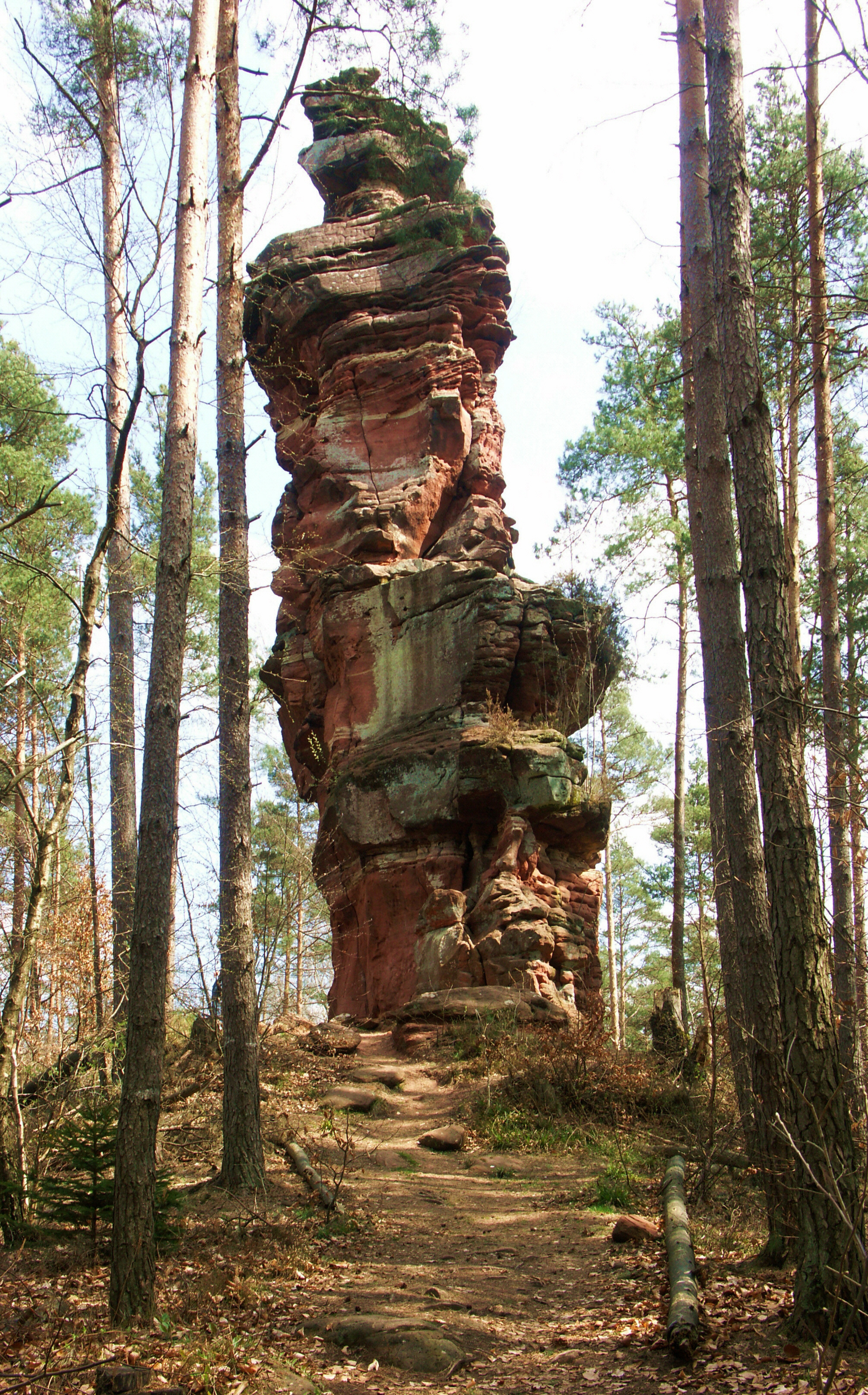
Sandstenspelare i Pfälzerwald

Pfälzerwald, ibland stavad Pfälzer Wald, är en bergsregion i det tyska förbundslandet Rheinland-Pfalz och är till största delen täckt av skog. Området sträcker sig över 177 100 hektar.
Norr om Pfälzerwald ligger ett kuperat område (Nordpfälzer Bergland) och söder om regionen finns Vogeserna. Även i öst ansluter en region med åsar som länk mellan Pfalzerwald och låglandet vid övre Rhen. I väst finns en platå och ett långsträckt träskområde som ligger ungefär 200 meter över havet. Topparna i Pfälzerwald ligger vanligen 450 till 650 meter över havet. Högsta punkten är Kalmit (673 m).

## Geologi
Området där Pfälzerwald ligger tillhörde under devon en bergskedja som bildades när superkontinenterna Gondwana och Laurasien träffade tillsammans. Under trias för 200 miljoner år sedan sjönk regionen åter under havsytan och sedan lagrades här en blandning av lera och sandsten samt kalksten med inlagrade fossil. Efteråt lyftes regionen igen och samtidig eroderade en del av de förut lagrade sedimenten. Den sista större förändring skedde för 45 miljoner år sedan när låglandet vid övre Rhen sjönk ner. Innan dess fanns i regionen en sammanhängande bergsregion av Pfälzerwald/Vogeserna och Odenwald/Schwarzwald.

## Natur
Delar av Pfälzerwald och norra Vogeserna bildar sedan 1998 det första gränsöverskridande biosfärområdet. Typisk för regionen är bokskog men på vissa ställen hittar ek, bergek eller äkta kastanj bättre förutsättningar. Arter av tallsläktet eller ädelgranssläktet fanns ursprungligen inte i regionen men odlas idag på flera ställen.
I Pfälzerwald finns många insekter som skalbaggar och fjärilar. Sällsynta fågelarter som pilgrimsfalk, härfågel, kungsfiskare och stenskvätta hittade ett hem i skogen. Bland hotade däggdjur som lever här kan nämnas olika fladdermöss, mård, vildkatt och europeiskt lodjur. Vanligare är däremot partåiga hovdjur som rådjur, kronhjort och vildsvin.